# 外苑警備隊
外苑警備隊（がいえんけいびたい）は西口プロレスに所属していたお笑いコンビ。以前はクリアアップに所属していた。

## メンバー
2010年に2名ともラジークイーンに加入したため、それ以降の活動についてはそちらの項も参照。2018年にラジークイーンが解散し、それ以降外苑警備隊としての活動はみられない（ただし西口での共演は続いている）。
以下、外苑警備隊および西口プロレスでの活動を中心に記載する。
KID（キッド、1977年11月24日 -）
血液型はO型。
芸名はダイナマイト・キッドから。
西口プロレスでは当初「キッドTHE花道」として活動、のち「KID」に改める。
タイガーマスクのオマージュ、タイガーキッドとして試合をする事もあり、その際は本物仕様のコスチュームに身を包み、サマーソルトキック、タイガースピン、スピニングレッグロックなど初代タイガーマスクの技を、その運動能力の高さでコピーしてみせる。
また、「狂舞詩」という芸人らによって結成されたヒップホップクルーのメンバーでもある。
原田 豪紀（はらだ ごうき、1977年7月10日 -）
血液型はA型。
芸名は本名。
タンクと呼ばれることもある。
西口プロレスにて「ザ・オバサン」の名前で活躍中。
また、最近では長州小力と組んで長州大力として登場する機会も多い。
この際、解説のユンボ安藤に「完成度が低い」といじられるのがお約束となっている。
その他のキャラとして、ブルーザー・ブロディのオマージュ、ブルーザー・デブロディや、西口ドア限定のクロオBとして試合に出場する他、レフェリーとして出場する時はマトン林となり、幾つかの名前を使い分けている。

## 概要
- 結成のきっかけはKIDの勧誘。
- 二人は幼馴染である。

## 出演

### テレビドラマ
- 孤独のグルメ Season2 第1話 （2012年10月10日、テレビ東京）  - 太った若者 役(原田 豪紀のみ)